# Mesopteron insularum
Mesopteron insularum is een keversoort uit de familie netschildkevers (Lycidae). De wetenschappelijke naam van de soort werd in 1984 gepubliceerd door Chalumeau & Roguet.